# Villa Eschebach

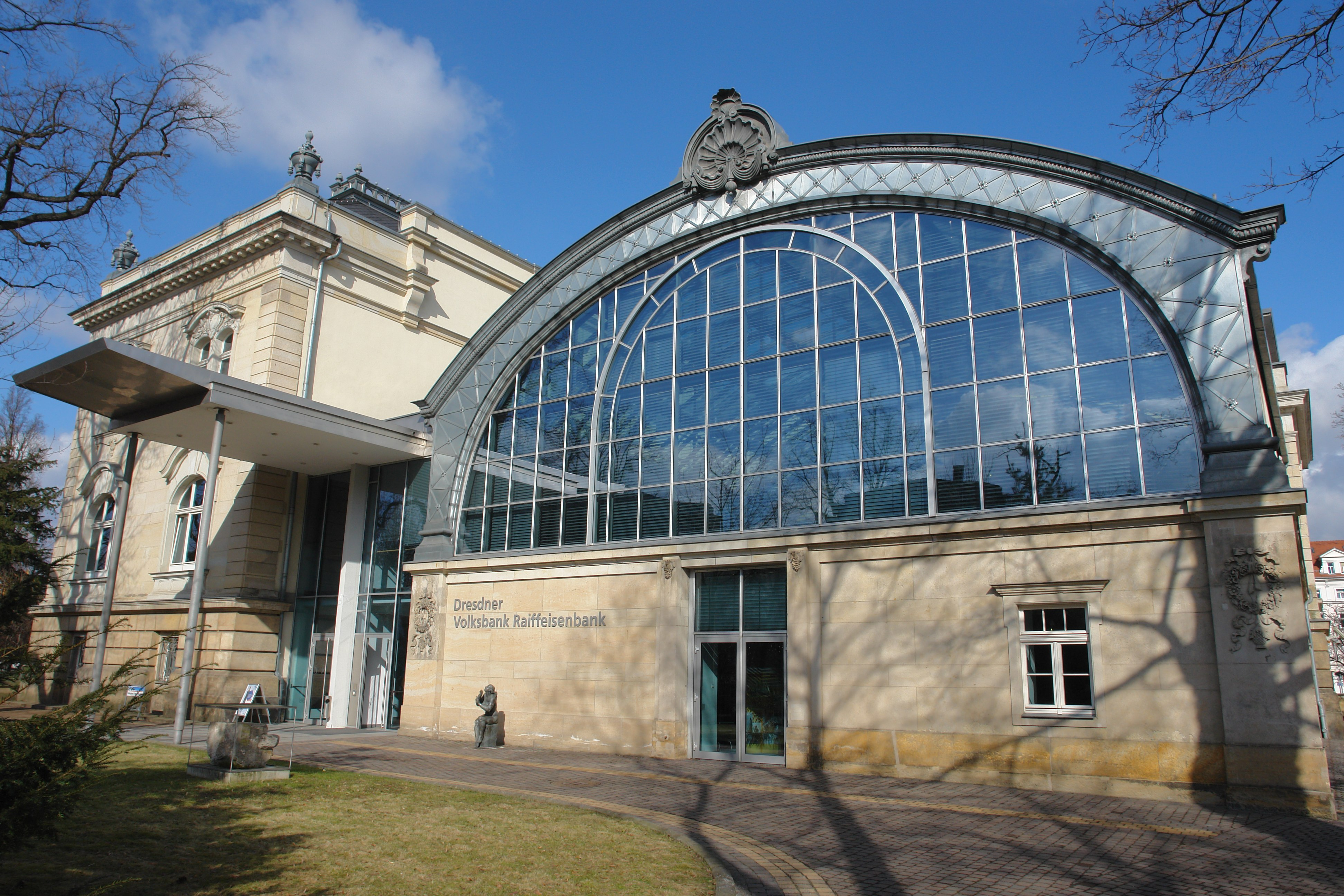
Côté jardin d'hiver

La villa Eschebach est un bâtiment néo-baroque de deux étages situé à Dresde en Allemagne. Il se trouve dans la Neustadt.

## Histoire et description
L'architecte Hermann Thüme (de) l'a construite de 1900 à 1903 pour Carl Eschebach (de), mécène de Dresde et propriétaire des œuvres d'Eschebach (de). Le peintre Ermenegildo Antonio Donadini (de) a créé les peintures murales et du plafond.
La villa recevait entre autres des salles d'expositions d'art et côté sud un jardin d'hiver avec plusieurs terrasses aux plantes exotiques. Les célébrations de la première du théâtre Albert (de) voisin ont eu lieu dans la villa. De plus, en raison des plantes exotiques, il a été utilisé pour le tournage de films muets.
Lors des raids aériens sur Dresde en février 1945, la villa a complètement brûlé et les peintures murales ont également été détruites. Volksbank a acquis le bâtiment en 1993 et l'a fait rénover de 1995 à 1997. En plus d'être utilisé comme siège de la Volksbank Dresden-Bautzen, des expositions y sont également organisées.
En 1999, la ville de Dresde a décerné le prix Erlwein (de) au groupe d'architectes Kaplan, Matzke, Schöler et Schrader de Dresde pour la reconstruction réussie.

## Littérature
- Lexique de la ville Dresde A – Z. Verlag der Kunst, Dresde 1995,  (ISBN 3-364-00300-9) .